# Erika Mitterer

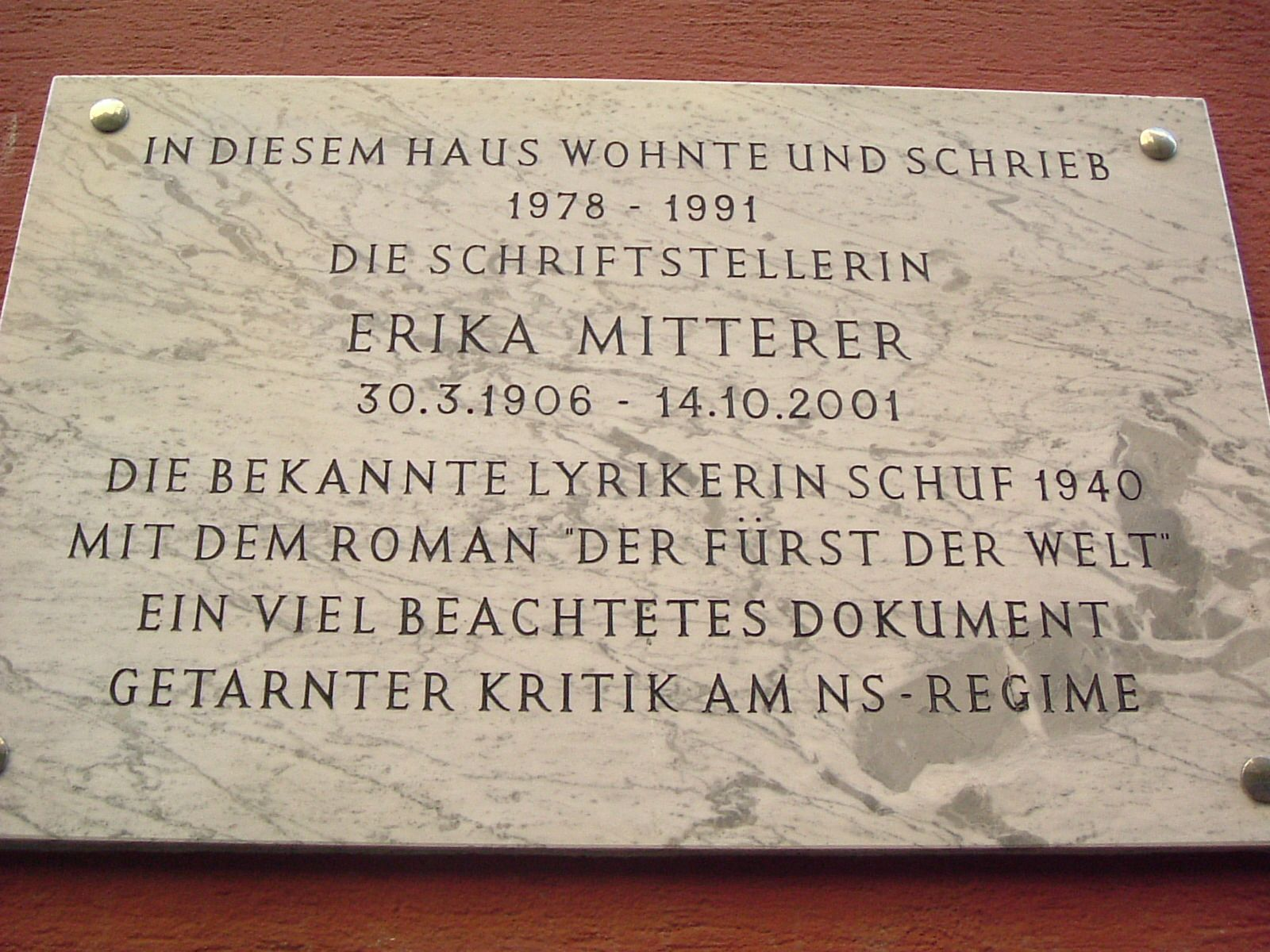
Pamětní deska na domě, v kterém bydlela (Rainergasse 3, 1040 Wien)

Erika Mitterer (provdaná Erika Petrowsky, 30. března 1906, Vídeň – 14. října 2001, Vídeň) byla rakouská básnířka a dramatička.

## Biografie
Narodila se jako dcera architekta a malířky roku 1906 ve Vídni. V roce 1927 studovala filozofii v Heidelbergu a Paříži. Roku 1937 se provdala za dr. Fritze Petrowskyho, o rok později porodila prvního ze svých tří synů.